# مارك أربر
مارك أربر (بالإنجليزية: Mark Arber)‏ هو لاعب كرة قدم جنوب أفريقي في مركز الدفاع، ولد في 9 أكتوبر 1977 في جوهانسبرغ في جنوب أفريقيا. لعب مع أولدهام أثلتيك وتوتنهام هوتسبير وستيفيناغ بوروه ونادي بارنت ونادي بيتربورو يونايتد ونادي دارتفورد ونادي كوربي تاون.

## وصلات خارجية
- مارك أربر على موقع قاعدة بيانات كرة القدم.إي يو (الإنجليزية)
- مارك أربر على موقع Soccerbase.com (لاعب) (الإنجليزية)
- مارك أربر على موقع Soccerway.com (الإنجليزية)